# Universitat de Bayreuth
La Universitat de Bayreuth (en alemany: Universität Bayreuth) és una universitat pública alemanya, ubicada a la ciutat de Bayreuth, a la regió de Franconia al nord de Baviera. Va ser fundada el 1975, fet que la converteix en una de les universitats més joves del país. El 8% dels estudiants són estrangers, tenen 90 acords de col·laboració amb universitats d'altres països i programes d'intercanvi ERASMUS amb 160 universitats europees.
La Universitat de Bayreuth s'ha guanyat al llarg dels anys una excel·lent reputació, tant a nivell nacional com internacional. La classificació acadèmica d'universitats del THE la va col·locar a la posició 36a a nivell nacional, com també a la posició 351-400 a nivell internacional.